# Dirk Hardegen
Dirk Hardegen (* 31. März 1969) ist ein deutscher Synchron- und Hörspielsprecher sowie Komponist von Hörspielmusiken.

## Leben
Nach einer journalistischen Karriere als Reporter für Zeitung und Hörfunk wechselte Dirk Hardegen mit Ende 30 relativ spät in die künstlerische Sprecher-Laufbahn. Seine private Leidenschaft für Musik und Hörspiele mündete in der Gründung des Hörspiel-Labels Ohrenkneifer. Hardegen produzierte zunächst gezielt für zahlreiche Wettbewerbe im öffentlich Rechtlichen Hörfunk und gewann mehrfach vordere Plätze und damit Ausstrahlungen seiner Kurzhörspiele bei ORF, br2, DLR Kultur. Folge waren einige Auftragsproduktionen für den ORF.
Parallel verfasste Dirk Hardegen erste Langhörspiele, die er sporadisch über sein Label Ohrenkneifer verlegt. Meist mit Dirk Hardegen in Personalunion als Autor, Regisseur/Produzent, Musiker sowie in der Hauptrolle. Hardegen wurde ab 2009 auch für andere kommerzielle Hörspiele als Sprecher bzw. Musiker gebucht, u a bekleidet er die Hauptrolle Tanis in der Bestseller Serie Drachenlanze, sowie die Serienrolle Mandra Korab in der Serie Geisterjäger John Sinclair, die Serienrolle Lambi in Bernhard Hennens Hörspieladaption des Romans Die Elfen. Auftritte hatte er in den ??? Kids, Dorian Hunter, Sonderberg & Co – für Letzteren sprach er auch mehrfach live die Hauptrolle. Für die Hörbuchreihe Sagenhaft ist er Stammsprecher beim Verlag Pit und Land.
Dirk Hardegen spricht regelmäßig in Computerspielen mit und produziert Lesungen,  2013/2014 war er Komponist für das Hörspiellabel maritim. Seit 2013 arbeitet Dirk Hardegen auch als Synchronsprecher für Spielfilme.

## Hörspiele (Auswahl)
- 2009: Road To Hell - Buch: Dirk Hardegen - Regie: Dirk Hardegen - Musik: Dirk Hardegen - Hauptrolle als Doug Winterferry
- 2020: Video-Integrator - Buch: Thomas Plum - Regie: Kim Jens Witzenleiter (Wolfy-Office)[1]
- 2022: Paul Temple und der Fall Westfield - Buch: Francis Durbridge - Regie: Antonio Fernandes Lopes - Titelgastrolle als Harry King[2]
- 2024: Die Schatzinsel - Regie, Bearbeitung und Musik, Rolle als Long John Silver

## Videospiele (Auswahl)
- 2012: Dishonored: Die Maske des Zorns als Händler Griff u. a.
- 2015: Until Dawn als Dr. A. J. Hill
- 2015: Rise of the Tomb Raider als Lord Richard Croft
- 2016: Uncharted 4: A Thief’s End als Vargas
- 2017: Horizon Zero Dawn als Teb
- 2018: Marvel’s Spider-Man als Dr. Otto Octavius / Doc Ock
- 2020: Marvel’s Spider-Man: Miles Morales als Dr. Otto Octavius